# Aldo Masciotta
Aldo Masciotta (* 14. August 1909 in Casacalenda; † 24. April 1996 in Turin) war ein italienischer Säbelfechter.

## Erfolge
Aldo Masciotta wurde 1938 in Piešťany mit der Mannschaft Weltmeister und im Einzel Vizeweltmeister. 1935 in Lausanne und 1937 in Paris wurde er zudem jeweils Zweiter im Mannschaftswettbewerb. Bei den Olympischen Spielen 1936 in Berlin war Masciotta Teil der italienischen Equipe, die in der Finalrunde den zweiten Platz hinter Ungarn belegte. Gemeinsam mit Giulio Gaudini, Gustavo Marzi, Aldo Montano, Vincenzo Pinton und Athos Tanzini erhielt er somit die Silbermedaille.